# Берклівський дослідницький центр SETI
Берклівський дослідницький центр SETI (англ. Berkeley SETI Research Center, BSRC) проводить експерименти з пошуку сигналів від позаземних цивілізацій. Центр базується в Каліфорнійському університеті в Берклі.
Берклівський дослідницький центр SETI виконує кілька програм на різних довжинах хвиль, від радіо- до інфрачервоного та видимого світла, зокрема, SERENDIP, SEVENDIP, NIROSETI, Breakthrough Listen і SETI@home. Дослідницький центр також бере участь у розробці нових телескопів та приладів.
Берклівський дослідницький центр SETI не залежить від дослідників Інституту SETI, але співпрацює з ними. Поки що чітких сигналів від позаземних цивілізацій не виявлено.

## Breakthrough Listen

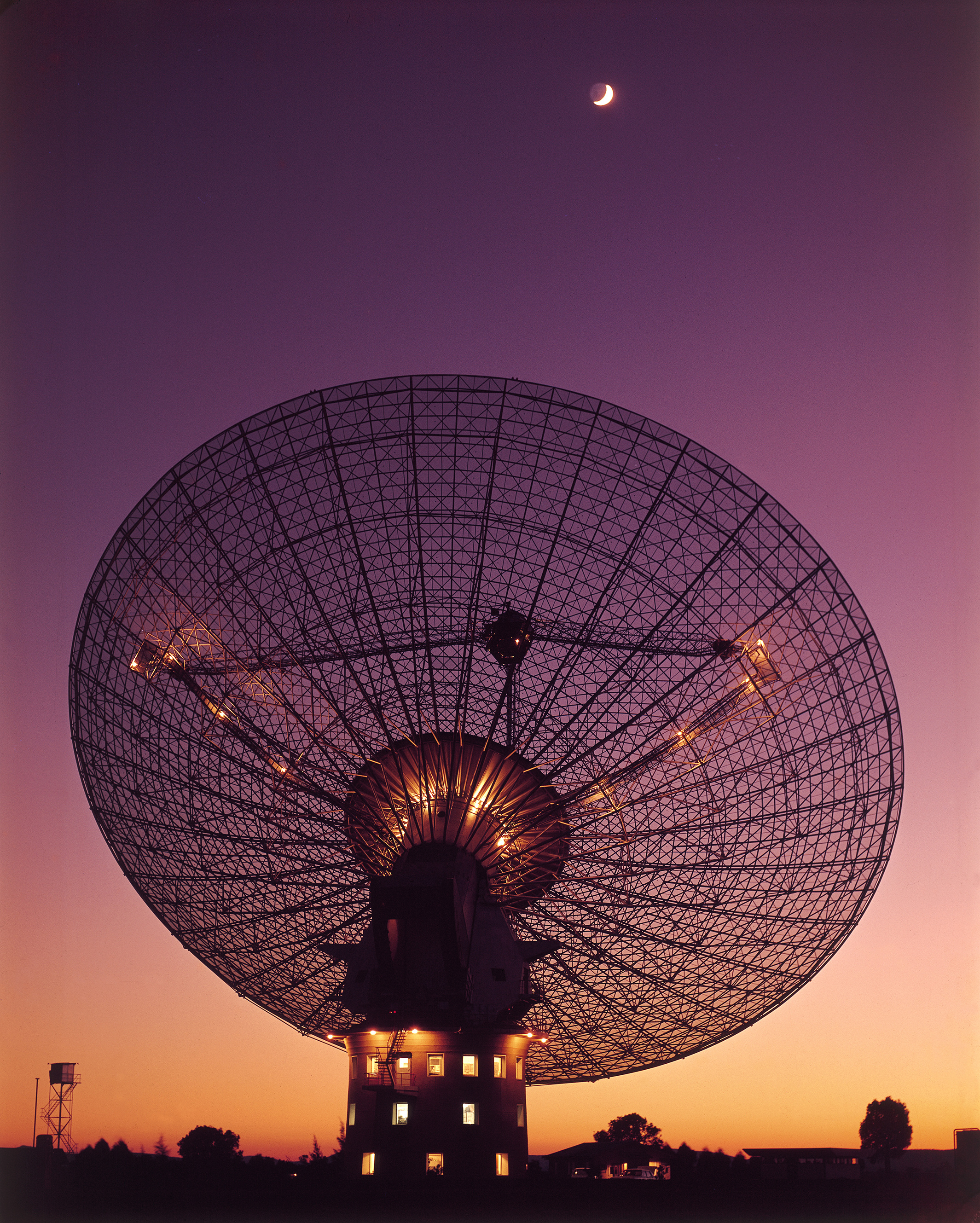
Обсерваторія Паркса в Австралії

Дослідницький центр SETI у Берклі є базою для програми Breakthrough Listen - десятирічного проєкту, започаткованого в липні 2015 року з фінансуванням у розмірі 100 мільйонів доларів США для активного пошуку комунікацій з позаземними цивілізаціями за значно розширеним способом і з використанням більших ресурсів, ніж раніше використовувалися для таких цілей. Його описують як найповніший на сьогодні пошук позаземних комунікацій. Проєкт, оголошений у липні 2015 року, веде спостереження протягом тисяч годин щороку за допомогою радіотелескопів обсерваторії Грін-Бенк у Західній Вірджинії, обсерваторії Паркса у Новому Південному Уельсі в Австралії та телескопа Automated Planet Finder у Каліфорнії.

## SETI@home
Дослідницький центр SETI у Берклі також запустив SETI@home, онлайнпроєкт волонтерських обчислень, який використовує програмну платформу BOINC і розміщений у Лабораторії космічних наук. Його мета — проаналізувати дані з радіотелескопів на наявність ознак позаземного розуму.

## SERENDIP

Діаграма пропускання атмосфери Землі для різних довжин хвиль електромагнітного випромінювання

Програма SERENDIP (англ. Search for Extraterrestrial Radio Emissions from Nearby Developed Intelligent Populations, пошук позаземних радіовипромінювань від сусідніх розвинених інтелектуальних популяцій) не має власної програми спостережень, встановлюючи додаткові інструменти на великі радіотелескопи й шукаючи ознаки штучних радіосигналів від позаземних цивілізацій під час виконання радіотелескопами інших спостережних програм.

## SEVENDIP
Проєкт SEVENDIP (англ. Search for Extraterrestrial Visible Emissions from Nearby Developed Intelligent Populations, Пошук позаземних видимих випромінювань від сусідніх розвинених інтелектуальних популяцій) вів пошук сигналів позаземних цивілізацій, використовуючи видимі довжини хвиль.

## NIROSETI
Програма NIROSETI (англ. Near-InfraRed Optical Search for Extraterrestrial Intelligence, оптичний пошук позаземного розуму в ближньому інфрачервоному діапазоні) шукає штучні сигнали в у видимому та ближньому інфрачервоному діапазонах електромагнітного спектру. Вона використовує 1-метровий телескоп Анни Нікел у Лікській обсерваторії у Каліфорнії, США. Прилад отримав перше світло 15 березня 2015 року та почав працювати в січні 2016 року.
Прилад NIROSETI використовує нове покоління детекторів у ближньому інфрачервоному діапазону (від 900 до 1700 нм), охолоджених до -25°C, що мають високу швидкість відгуку (>1 ГГц) і низький шум, що значно зменшує хибні тривоги. Їхнє поле зору становить 2,5 × 2,5 кутових секунди і фокусується на виявленні коротких наносекундних спалахів лазерного випромінювання. Прилад NIROSETI також використовується для вивчення швидкоплинних природних сигналів у ближньому інфрачервоному діапазоні.